# 斯泰芙卡·科斯塔迪诺娃
斯泰芙卡·科斯塔迪诺娃（1965年3月25日—）是保加利亚女子跳高运动员，於1987年8月30日在義大利羅馬創下女子跳高2.09米的世界記錄，該紀錄直至36年後才由雅罗斯拉娃·马胡奇赫的2.10米打破。2005年11月当选为保加利亞奧林匹克委員會主席。

## 个人生活
1995年产下一子Nikolay。1999年她与丈夫兼教练Nikolay Petrov离婚。

## 外部連結
- 斯泰芙卡·科斯塔迪诺娃在的頁面